# Carrollton (Illinois)
Carrollton je grad u američkoj saveznoj državi Ilinois. Prema popisu stanovništva iz 2010. u njemu je živjelo 2.484 stanovnika.